# Zorica Lozic
Zorica Lozic, est une actrice, costumière et plasticienne française née en 1939 à Belgrade. En tant qu'actrice, elle joue notamment dans les films de Claude Berri. Elle collabore également avec le cinéaste Just Jaeckin. En plus de la création de costumes, elle travaille également dans les arts plastiques.

## Biographie
Zorica Lozic est née à Belgrade en Serbie. Après une carrière d’actrice, elle se consacre à la création artistique, étudie le modelage, le plâtre et le dessin aux ateliers des Beaux-Arts de la ville de Paris. Elle utilise principalement le plâtre direct, la terre, la cire et, quelquefois, le bronze.

## Filmographie

### Actrice

#### Cinéma
- 1967 : Le Vieil Homme et l'Enfant de Claude Berri : Madame Langmann
- 1970 : Le Pistonné de Claude Berri : Tania
- 1976 : La Première Fois de Claude Berri : Mère[5]
- 1978 : Le Dernier Amant romantique (The Last Romantic Lover) de Just Jaeckin : Thérèse, la femme à barbe
- 1981 : L'Amour nu de Yannick Bellon : Olga
- 1983 : Amok de Souheil Ben-Barka
- 1998 : Disparus de Gilles Bourdos : Gertrud
- 2009 : Bambou de Didier Bourdon : Vanessa Killmeyer

#### Télévision
- 1979 : Un juge, un flic de Denys de La Patellière : Angela Hope
- 2004 : Maigret de Laurent Heynemann : Lana Custencu

### Costumière

#### Cinéma
- 1975 : Zig-Zig de László Szabó
- 1975 : Histoire d'O (Story of O) de Just Jaeckin
- 1977 : Madame Claude (The French Woman) de Just Jaeckin
- 1978 : Le Dernier Amant romantique (The Last Romantic Lover) de Just Jaeckin
- 1979 : Collections privées (réalisation du segment L'Île aux sirènes) (Private Collections) de Just Jaeckin
- 1980 : Girls (ou Les Femmes-enfants) (Girls - Die kleinen Aufreisserinnen) de Just Jaeckin
- 1980 : Je vous aime de Claude Berri
- 1989 : Les Enfants du désordre de Yannick Bellon
- 1992 : L'Affût de Yannick Bellon
- 1993 : Les Veufs (Entangled) de Max Fischer

#### Télévision
- 1989-1991 : Le Voyageur de Bruno Gantillon et Patricia Mazuy
- 1996 : Le Dernier Chant de Claude Goretta